# Łada 110
Łada 110 – kompaktowy samochód osobowy marki Łada. Do 2004 na rynku rosyjskim pojazd ten oferowany był jako VAZ-2110, a jego odmiany nadwoziowe nosiły nazwy VAZ-2111 (kombi) i VAZ-2112 (hatchback). Na rynkach eksportowych oraz od 2004 na rynku rosyjskim pojazdy te oferowane były pod marką Łada.

## Historia modelu

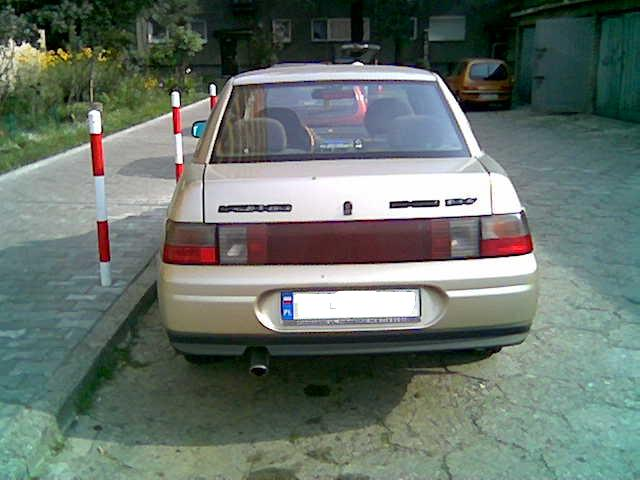
Łada 110 - tył pojazdu

Prototyp sedana 110 został zaprezentowany w 1989, a dopiero w grudniu 1995 wyprodukowano 1856 sztuk tego modelu. Wnętrze było kanciaste i czarne, lecz mimo to całkiem obszerne. Dzięki temu Łada 110 była samochodem za przystępną cenę, z dużą przestrzenią w środku, przeznaczonym dla klientów z mniejszym budżetem. Karoseria odznaczała się lekko unoszącą się ku górze linią boczną. Samochód, jak na swoją cenę, miał bogate wyposażenie, ale jego silnik nie był najlepszy. Auto do tej pory jest popularne zwłaszcza w Rosji i na Ukrainie, a także na Białorusi. Z tego względu jest jednym z chętniej tuningowanych samochodów w Rosji. Produkcja modelu 110 zakończona została w Rosji w 2007, natomiast modeli 111 i 112 w 2008. Montaż odbywał się także w zakładach Łada w Egipcie i w firmie KrASZ na Ukrainie. W czerwcu 2008 w miejscowości Czerkasy na Ukrainie kompania Bogdan rozpoczęła seryjną produkcję modelu 110, a pół roku później również kombi 111.

### Stare silniki
Do 2004 model ten był oferowany z dwoma silnikami o pojemności 1,5 dm³. Maksymalna prędkość słabszej, ośmiozaworowej jednostki o mocy 77 KM, wynosiła 165 km/h, a do 100 km/h rozpędzał się w 13 s. W przypadku mocniejszego silnika (92 KM, 16V) wartości te wynoszą odpowiednio 180 km/h i 11 s.

### Nowe silniki
W 2004 firma VAZ wprowadziła nowe jednostki do swojego modelu 110. Oba silniki miały pojemność 1,6 dm³. Słabsza jednostka była ośmiozaworowa o mocy 80 KM, a druga, szesnastozaworowa, osiągała moc 89 KM. Pierwszy silnik rozpędzał auto do 170 km/h, a drugi do 185 km/h. Firma deklarowała, że jednostki te spełniają normę Euro 4.

### Wersje sportowe
W 1996 firma zaprezentowała wersję sportową sedana 2110, pod nazwą 21106 GTI. Pojazd wyróżniał się zmianami nadwozia. Napędzany przez szesnastozaworowy silnik Opla o pojemności 2,0 dm³ i mocy 150 KM. Daje to dobre osiągi: 0-100 km/h osiąga w 9,5 s, a prędkość maksymalna wynosi 205 km/h. Wersja przystosowana do rajdów nazywa się 21106-37. Samochód był produkowany nie w zakładach VAZ-a, lecz w firmie Motorica (dawniej Lada Tool). Inną wersją sportową jest 21107 Rallye, produkowana do 2005 (silnik Opla 2.0 dm³/240 KM; 220 km/h; 0-100 km/h: 7 s.).
Firma Motorica zaprojektowała wspólnie z VAZ-em coupe na bazie modelu 110. Ten ciekawy, dobrze wyposażony samochód mieścił wygodnie 4 osoby i mógł być wyposażony tylko w silnik dwulitrowy Opla o mocy 150 KM, podobnie jak wersja 21106. Dysponował też podobnymi osiągami.

### Wersje specjalne
Inżynierowie VAZ-a kilkakrotnie prezentowali Ładę 110 po liftingu, jednak do seryjnej produkcji weszła ona dopiero w 2001. Model nazwany 110 T był wyposażany w jednostki identyczne jak w zwykłym sedanie. Firma Super-Awto zaprojektowała przedłużoną wersję modelu 110, pod nazwą Premier. Pojazd był dłuższy od modelu bazowego o 19 cm, a napędzany był silnikiem 1,8 dm³ o mocy 98 KM. Samochód ten bywa wykorzystywany jako taksówka. Firma ta produkowała też na małą skalę zwykłego sedana 110 z silnikiem z modelu Premier. Rozwijał on prędkość 190 km/h, a 100 km/h osiągal w 11,5 s.

## Łada 111

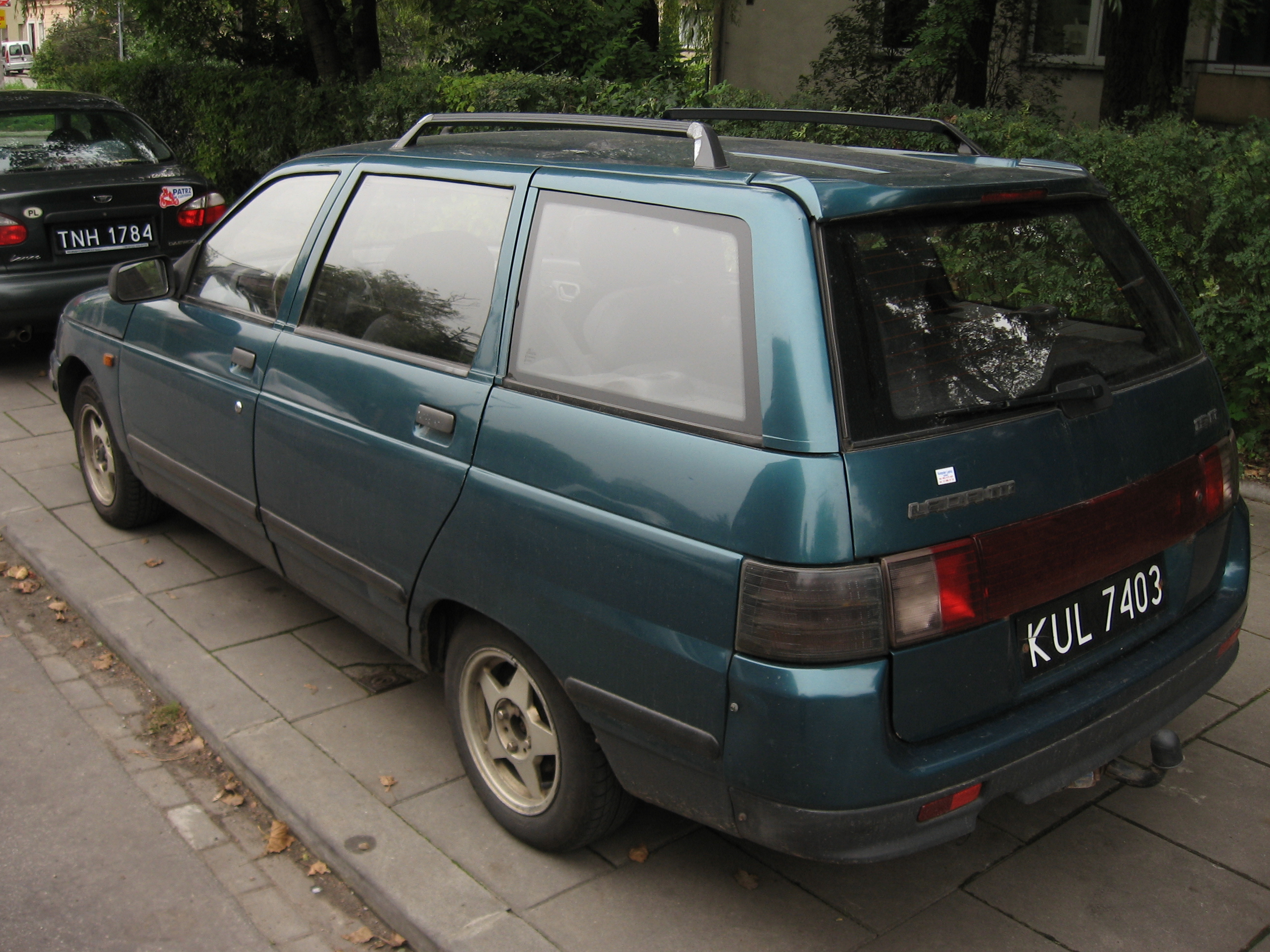
Łada 111 - tył pojazdu

Łada 111 to drugi model z serii 110. Było to 5-osobowe kombi, stworzone na bazie sedana. Produkowane było od lutego 1997 roku do grudnia 2008 roku. Samochód wyróżniał się dużym bagażnikiem - jego pojemność wynosiła aż 525 l. Pod względem technicznym samochód był identyczny z sedanem, dzielił z nim też jednostki napędowe i wyposażenie.

### Wersje specjalne
W 1999 roku zostało zaprezentowane kombi 111 z napędem na wszystkie koła. Model ten, znany jako 111 4x4, był oferowany z silnikiem 1,8 dm³ o mocy 110 KM.

## Łada 112

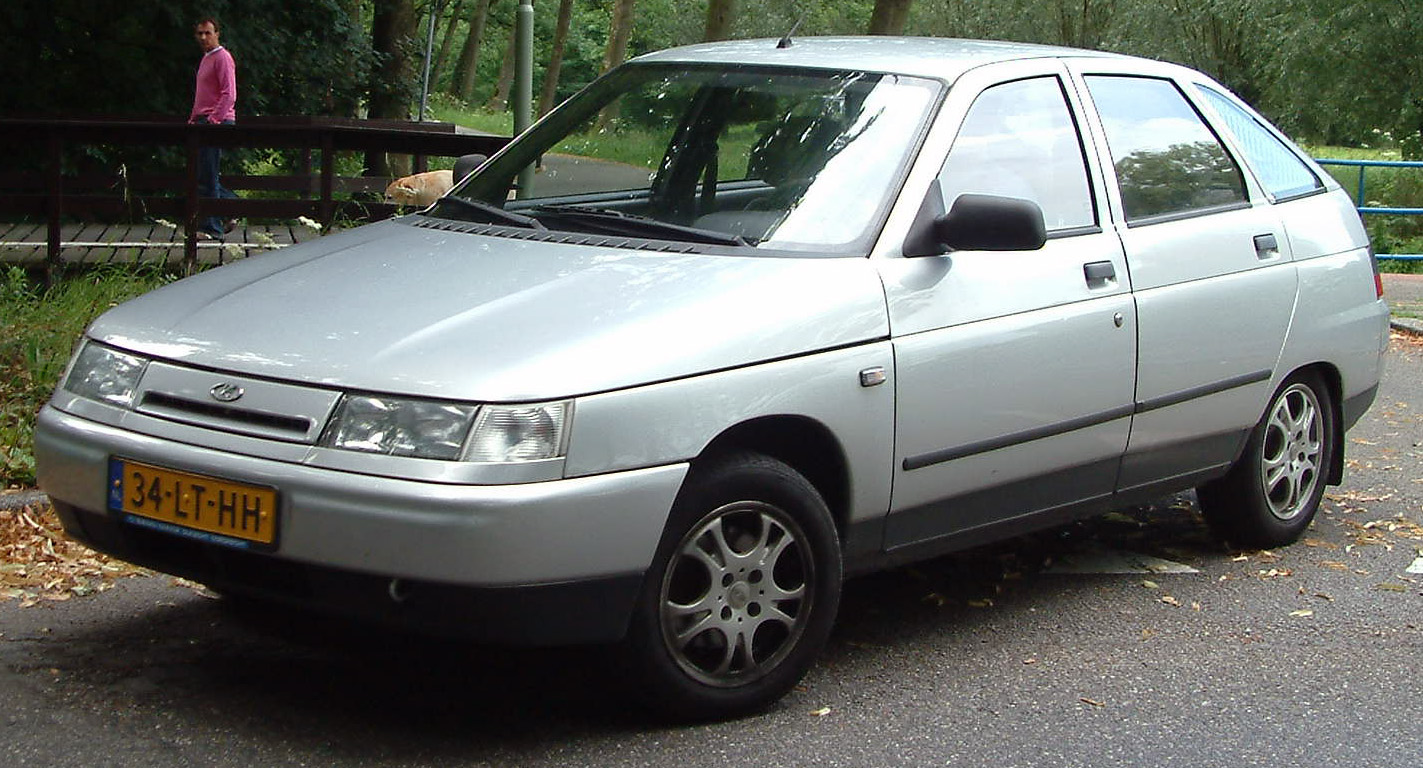
Łada 112 (VAZ-2112)

Łada 112 jest to 5-drzwiowy hatchback, opracowany na bazie sedana 110. Podobnie jak kombi, był taki sam technicznie jak sedan, jest także wyposażany w takie same jednostki napędowe. Model ten produkowany był w latach 2000-2008.

### Wersje sportowe
Wersja hatchback 110-tki była podstawą do stworzenia wielu wersji rajdowych. Często te sportowo przygotowane samochody były napędzane dość słabym, jak na rajdy, silnikiem 1,5 dm³/101 KM. Te auta rozwijały 185 km/h, a „setkę” osiągały w 8,8 s. Fabryczny zespół VAZ-a przygotował też dwie, znacznie mocniejsze samochody rajdowe. Jedna z nich miał turbodoładowany silnik 1,6 dm³ o mocy 195 KM (220 km/h; 0-100 km/h: 7 s); była to wersja Super 1600. Innym autem była wersja Super 2000 Sport z turbodoładowanym silnikiem Opla, o mocy 262 KM.

## Łada 112 Coupe
Łada 112 Coupe była ostatnią z odmian serii 110. Ten trzydrzwiowy model o rosyjskiej nazwie ВАЗ-2112 (Лада 112 Купе), pierwotnie był produkowany w latach 2001–2005 przez firmę Spec Awto (Спeц Aвto), zależną od firmy AwtoWAZ. Samochód był produkowany po lekkim liftingu przez firmę AwtoWAZ w Togliatti od 2007. Łada 112 Coupe była oferowana wyłącznie na rodzimym, rosyjskim rynku. W 2010 zakończono produkcję samochodu. W tym samym roku do produkcji wprowadzono następcę auta, Ładę Priorę Coupe.